# Capelli

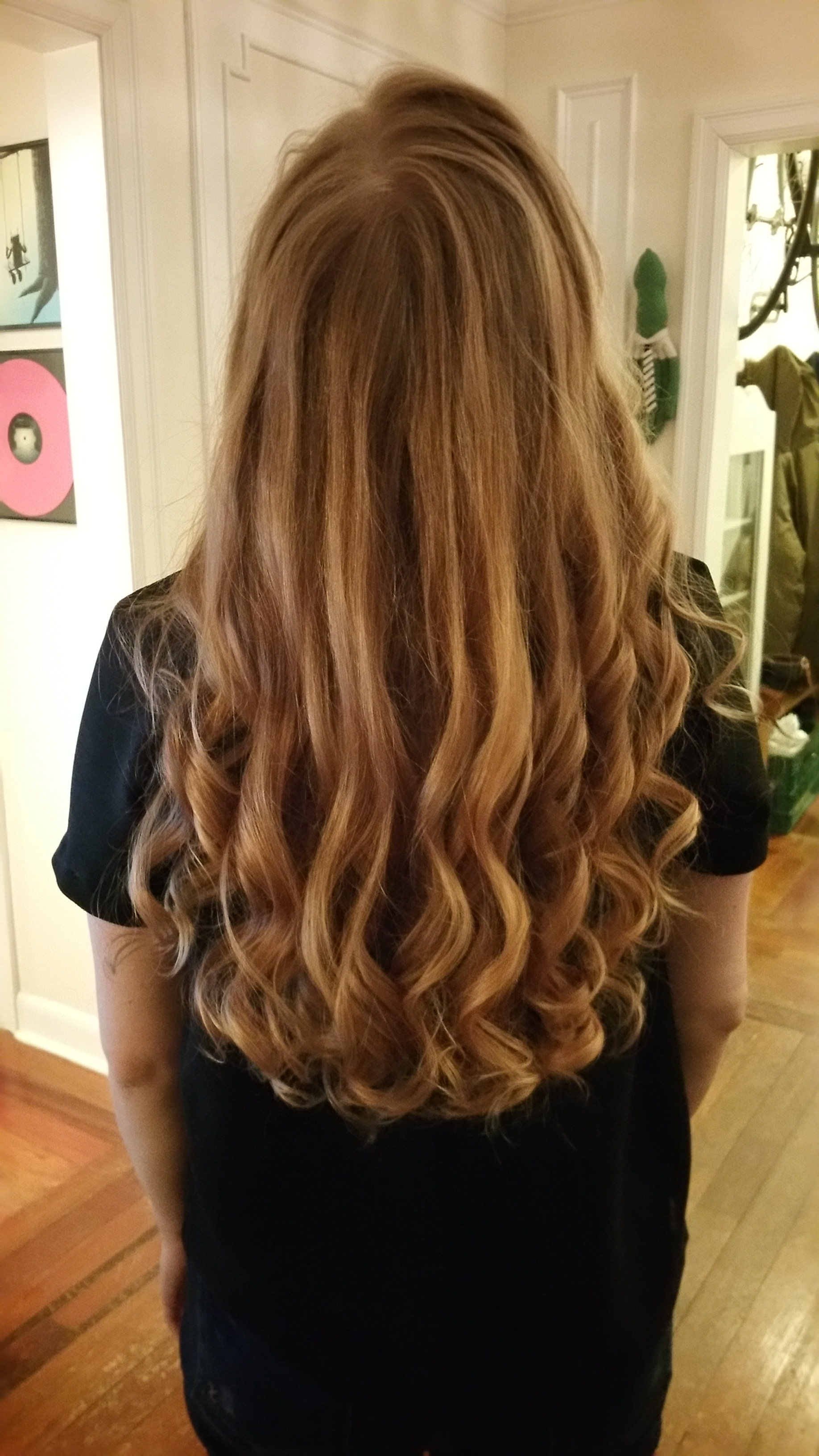
Donna con capelli lunghi

I capelli sono un filamento proteico che cresce da follicoli che si trovano nel derma. I peli sono una delle caratteristiche che definiscono i mammiferi. Il corpo umano, a parte le aree di pelle glabra, è coperto di follicoli che producono spessi capelli terminali e sottili velluti. L'interesse più comune per i capelli si concentra sulla crescita dei capelli, sui tipi di capelli e sulla loro cura, ma i capelli sono anche un importante biomateriale composto principalmente da proteine, in particolare alfa-cheratina.

## Aspetto

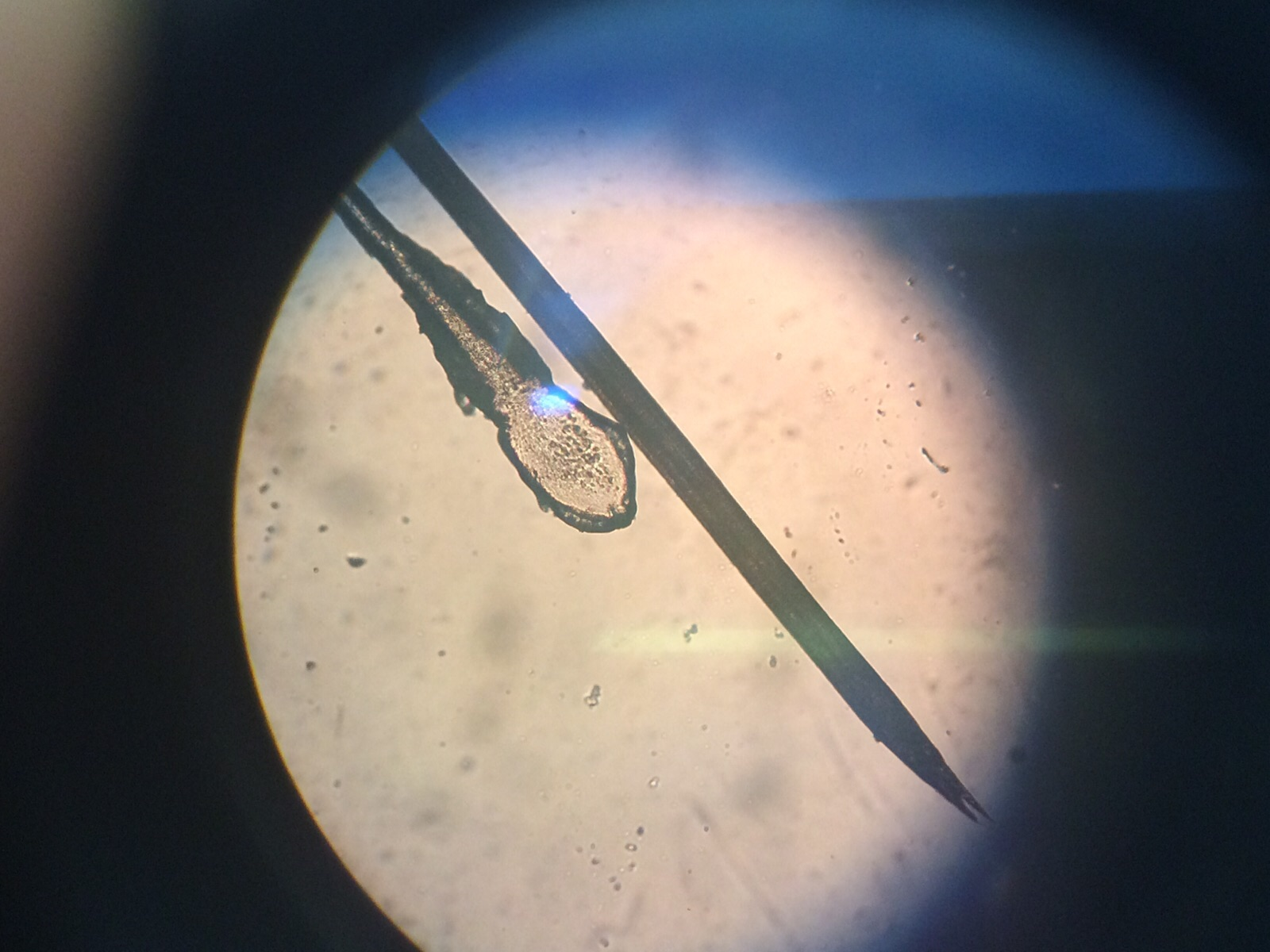
Un capello al microscopio

I capelli sono costituiti da proteine solide, come la cheratina, in una percentuale compresa fra il 65 e il 95%, e per il resto da acqua, lipidi, pigmenti e oligoelementi. Un'altra proteina solida da cui è costituito il capello è la melanina che conferisce il colore caratteristico che varia da persona a persona.
La cheratina è composta dagli amminoacidi lisina e cistina, presenti nelle carni bianche e rosse, nel pesce, nel fegato e in alcuni tipi di verdure. Altre sostanze importanti nella vita del capello sono il ferro, che possiede un ruolo primario nella sintesi dell'emoglobina del sangue per l'ossigenazione dei tessuti; a seguire, zinco, magnesio e infine il rame, che partecipano al processo di formazione della melanina.
Sotto forma di lanugine si formano già nel quarto mese di vita fetale. Crescono a una velocità di circa 0,3 mm al giorno (1 cm al mese, circa 3,5×10−9 m/s) Il capello è soggetto a un ciclo di crescita della durata di 2-6 anni (ma sono documentati cicli di oltre 10 anni). Alla fine di ciascun ciclo il capello cade e viene sostituito. Il ciclo del capello è costituito dalla sequenza di quattro fasi:
- anagen, la fase di crescita del capello, dura da 2 a 6 anni;
- catagen, quando il follicolo pilifero comincia a staccarsi dal derma, dura alcuni giorni;
- telogen, il capello è ancora all'interno del follicolo pilifero ma le cellule di quest'ultimo non si sdoppiano più;
- esogen, espulsione del capello dal follicolo, il capello cade.

Anche la lunghezza dei capelli è molto variabile e raramente raggiunge il metro e, insieme alle unghie e alla barba, sono le uniche parti del corpo che crescono continuamente durante il corso della vita.
I follicoli dei capelli contengono enzimi recettori di ormoni androgeni, e altri enzimi responsabili della loro conversione in altri ormoni androgeni a livello del cuoio capelluto:
- Contengono la P450-aromatasi in grado di convertire il testosterone in estradiolo, quindi da un ormone che causa alopecia in uno che al contrario stimola la crescita dei capelli;
- Contengono anche 5-alfa-reduttasi, in grado di convertire il testosterone in DHT.

La P450-aromatasi prevale nei follicoli occipitali, mentre la 5-alfa-reduttasi in quelli frontali. Rilevanti le differenze fra uomo e donna: la P450-aromatasi nei follicoli frontali è sei volte maggiore nelle donne, mentre la 5-alfa-reduttasi tipo1 e tipo 2 è rispettivamente 3 e 3,5 volte minore (Sawaya, 1997).
I recettori degli androgeni contenuti nei follicoli dei capelli delle donne sono approssimativamente il 40% in meno che negli uomini.

## Struttura

Capello umano visto a 2000x con il SEM del MUSE

Il pelo è una struttura a forma di bastoncino che fuoriesce dall'epidermide; per facilitare l'acquisizione della corretta terminologia, verrà trattata inizialmente la sezione longitudinale del pelo e successivamente quella trasversale.

### La sezione longitudinale del pelo
Il pelo si può distinguere in tre parti:
- Il fusto: è la parte esterna del follicolo pilo-sebaceo, ha una forma tubolare più o meno sporgente dalla superficie cutanea. È formata da cheratina ed è flessibile e resistente. La parte terminale viene definita apice e si presenta più sottile.
- la radice: è la continuazione dello stelo all'interno della pelle ed è compresa tra l'ostio follicolare e l'attacco inferiore del muscolo pilo-erettore. La radice è avvolta dal follicolo a eccezione della sua parte superiore, dove tra il pelo e l'epidermide rimane un sottile spazio.
- il bulbo: è la parte iniziale posizionata nella parte più profonda del follicolo. Alla base del bulbo troviamo una zona definita matrice del pelo. Essa è costituita da tre o più file sovrapposte di cheratinociti che si riproducono velocemente per mitosi. La matrice provvede alla formazione e alla crescita del pelo e della guaina epiteliale interna.

### La sezione trasversale del pelo
Sezionando il pelo in orizzontale abbiamo tre zone fondamentali:
- La cuticola: è lo strato esterno del capello ed è costituito da cellule che hanno il compito di proteggere l'interno del capello da possibili danni chimici, fisici e da traumi meccanici.
- La corteccia: è lo strato intermedio del capello ed è anche il più abbondante. Contiene un pigmento, melanina, ed è lo strato su cui agiscono gran parte dei trattamenti chimici. È responsabile delle principali proprietà fisiche del capello, come resistenza ed elasticità.
- Il midollo: è la parte centrale del capello. Negli animali è molto abbondante, rappresenta il 50% della massa del pelo. Nell'uomo, invece, è molto scarso e talora è assente. La sua funzione non è ben nota, probabilmente è legata alla termoregolazione.

## Caratteristiche

### Forma capelli
I follicoli del capello sono inclinati di circa 75º sul cuoio capelluto.
La forma si distingue in tre tipi:
- Ulotrichi: ricci a sezione piatta, tipici dell'etnia africana[senza fonte].
- Lissotrichi: lisci a sezione rotonda, tipici dell'etnia asiatica[senza fonte].
- Cimotrichi: ondulati a sezione ovale, tipici dell'etnia caucasica[senza fonte].

Lo spessore del capello varia in base alle diverse appartenenze etniche, e va da un minimo di 0,06 mm a un massimo di 0,1 mm.

#### Densità
Sul cuoio capelluto, la quantità di follicoli presenti alla nascita è determinata geneticamente. Il numero dei capelli è in relazione al loro colore: i biondi sono mediamente 150.000, i neri 100.000, i castani 110.000 e i rossi 90.000. La densità dei capelli varia a seconda delle zone del cuoio capelluto ed è mediamente di 170 capelli per cm².

### Colore
Il colore dei capelli è dato dalla melanina, sostanza colorata: ne esistono di due tipi: l'eumelanina, scura (capelli neri); e la feomelanina, chiara (capelli rossi o biondi).
Nei capelli biondi i pigmenti di melanina sono presenti nella sola cuticola, mentre nei colori che vanno dal castano al nero sono presenti anche nello strato midollare. Nei capelli rossi i pigmenti di melanina sono sostituiti da pigmenti solubili diffusi.
Nel DNA gli alleli del nero prevalgono sul biondo, che a sua volta domina sul rosso. Nei geni che determinano la forma il carattere lanoso, ricciuto, crespo e ondulato sono dominanti sul tipo liscio.
I capelli diventano bianchi, per la perdita dello scambio enzimatico tra la tirosina e i melanociti, le cellule che producono melanina. Possono anche cambiare improvvisamente colore.
I capelli sono anche ricchi di elementi, che variano a seconda del loro colore: il ferro è più abbondante nei capelli rossi, il magnesio in quelli neri, il piombo nei capelli castano.

#### Capelli neri
Sono i capelli più diffusi al mondo.

#### Capelli castani
Si intendono quei capelli il cui colore è compreso tra il bruno e il biondo, simile appunto a quello delle castagne. È tipico delle popolazioni europee.

#### Capelli rossi
La colorazione rossa dei capelli è legata a un gene recessivo e ha probabilità 1/4 di presentarsi in una coppia di genitori che non hanno i capelli rossi ma hanno entrambi la presenza del gene suddetto. Per una coppia di genitori in cui entrambi hanno i capelli rossi vi è invece la certezza che la prole avrà capelli rossi.
I capelli rossi sono associati anche ad altre caratteristiche corporee, in particolare pelle bianca con spesso presenza di efelidi.

#### Capelli biondi
Con biondi si intendono i capelli il cui colore tende al giallo (con varie possibili sfumature e gradazioni: dal giallo paglierino al giallo oro carico al biondo scuro tendente al castano). Tipici delle popolazioni nordiche con meno melanina dove il clima è più freddo, generalmente i capelli biondi sono più sottili degli altri capelli.

#### Capelli bianchi
Il capello, con il passare degli anni tende a diventare di colore bianco (o biondo perla). Questo fenomeno, detto incanutimento o canizie, è un fenomeno naturale, l'età media della sua comparsa è tra i 30 e i 40 anni sia per gli uomini sia per le donne. Le cause principali che influiscono nella crescita dei capelli bianchi di un individuo possono essere genetiche, metaboliche, nutritive e psicologiche.
Il fenomeno della canizie tuttavia può verificarsi in età precoce non dovuto a invecchiamento ma per cause ereditarie. La canizie congenita è invece dovuta al fenomeno dell'albinismo.

## Crescita
A volte viene riportata la leggenda metropolitana che i capelli, come altri annessi cutanei, crescano dopo la morte; in realtà si tratta di un'illusione dovuta alla retrazione cutanea successiva alla disidratazione post-mortem.

## Trapianto di capelli
Il trapianto di capelli è una tecnica chirurgica che muove i singoli follicoli dei capelli da una parte del corpo chiamato 'sito donatore' a una parte del corpo conosciuta come 'sito ricevente'. Viene principalmente usato per trattare la calvizie maschile. In questa procedura minimamente invasiva, innesti contenenti follicoli dei capelli che sono geneticamente resistenti alla calvizie sono trapiantati al cuoio capelluto calvo. Può anche essere utilizzato per ripristinare ciglia, sopracciglia, barba, peli e per riempire le cicatrici causate da incidenti o interventi chirurgici, come lifting e trapianti di capelli precedenti. Il trapianto di capelli differisce dall'innesto cutaneo per il fatto che gli innesti contengono quasi tutti epidermide e derma che circondano il follicolo pilifero e che vengono trapiantati molti piccoli follicoli, piuttosto che una singola striscia di pelle.

## Cura
È comprovato da numerosi studi del settore, che l'esposizione prolungata ai raggi ultravioletti (sia naturali che “artificiali”, come nel caso delle lampade UV) danneggi i capelli. Secondo le ricerche sopra citate, i danni connessi all'esposizione ai raggi UVR sono:
- Una modifica sostanziale della composizione chimica del capello, oggetto di fotoossidazione da parte dei raggi UVA.
- Perdita di proteine dalla cuticola durante l'eccessiva esposizione.
- Una minore resistenza alla trazione e una maggiore predisposizione all'attacco degli alcali e alla formazione dell'acido cistico.
- Uno studio sperimentale[6] ha dimostrato, inoltre, che quando i capelli sottoposti allo stress degli UVR sono trattati con perossido di idrogeno alcalino, la melanina in essi presente viene immediatamente disintegrata, provando tangibilmente il danno provocato dall'esposizione solare.

## Riciclo dei capelli tagliati
Alcune associazioni permettono di donare i propri capelli tagliati per aiutare a realizzare parrucche da destinare ai malati. Con i capelli si possono realizzare corde di molti tipi sfruttando resistenza alla forza di trazione, isolamento termico, flessibilità, assorbimento dell’olio e leggerezza. Inoltre i capelli possono diventare un compost organico biologico perché rilasciano sostanze nutrienti per fertilizzare il terreno, oltre ad assorbire umidità e combattere le erbe infestanti. I capelli sono un bioassorbente naturale in grado di assorbire sostanze oleose da 3 a 9 volte il loro peso e possono quindi ripulire le acque in caso di fuoriuscite di sostanze chimiche come il petrolio, affiancando i prodotti sintetici a base di polimeri di plastica normalmente utilizzati come afferma una ricerca dell’University of Technology Sydney. Alcuni studi usano i capelli per creare accessori decorativi e oggetti come pettini, scatole, vasi, specchi grazie ad un composto di capelli e resina.

## Tradizioni e simboli legati ai capelli
Il taglio dei capelli, totale o parziale, può avere diversi significati. In molte civiltà radersi a zero esprime lutto, a partire da Iside che si tagliò i capelli dopo aver saputo della morte di Osiride, ma anche, fra l'altro, nella moderna India induista. Nell'antico Egitto, quando un ragazzo guariva da una malattia, la famiglia gli tagliava i capelli e li metteva su una bilancia, quindi versava il corrispettivo in oro e argento ai custodi degli animali sacri. I monaci orientali si rasano a zero mentre quelli cristiani praticano la tonsura come segno di sottomissione a Dio. In diverse civiltà (Roma antica, antico mondo musulmano) erano invece i militari a tenere cortissimi i capelli per non offrire presa al nemico. Se invece i capelli vengono tagliati da altri può essere ritenuto un insulto e un disonore, come nell'antica Cina.
Sul versante opposto non mancano le simbologie e le tradizioni legate al lasciar crescere i capelli. Nella storia di Sansone la lunghezza dei capelli è la garanzia della invincibilità dell'eroe e anche le peot, i lunghi capelli ai lati del volto degli ebrei ortodossi, sono in ossequio a una prescrizione biblica: "Non vi taglierete in tondo i capelli ai lati del capo, e non ti raderai i lati della barba." Nel Medioevo gli eremiti li lasciano incolti per testimoniare il loro distacco dal mondo materiale, come loro in India ci sono asceti che non li tagliano mai ed esibiscono chiome fluenti, mentre i credenti della religione sikh non li tagliano ma in qualche modo li tengono raccolti. Nella Francia assolutista avere i capelli lunghi era un privilegio di re e di nobili. In alcuni paesi di mare, le mogli dei marinai non si tagliano i capelli finché il marito non è tornato sulla terraferma, pena disgrazia e sventura.